# Gaspare Negro

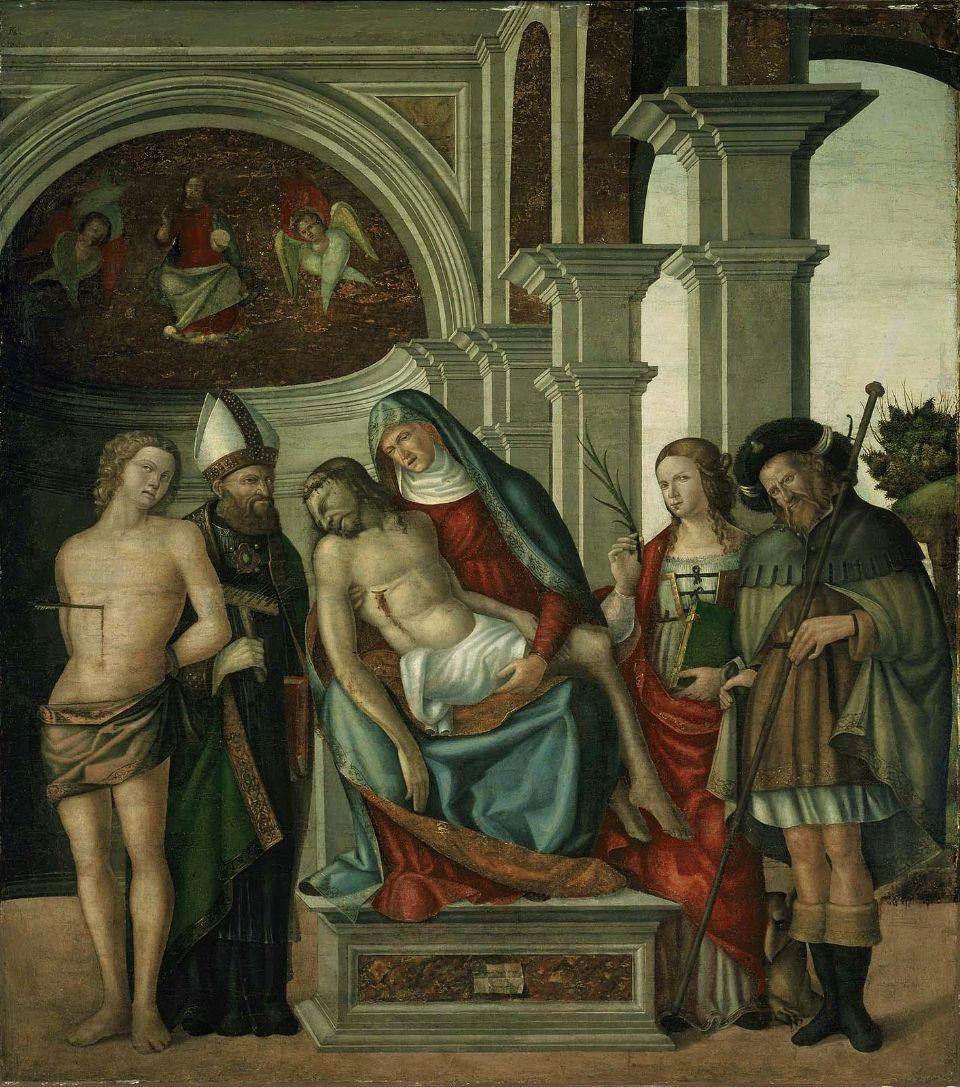
Pietà con Santi Sebastiano, Biagio, Margherita e Giacomo Maggiore - Museum of Fine Arts - Boston

Gaspare Negro (Venezia, 1475 – Udine, 1549 circa) è stato un pittore e architetto italiano.

## Biografia
Nato a Venezia nel 1475, è documentato in Udine a partire dal 1503, quando sposa Maddalena, figlia del pittore e intagliatore Floreano "delle Cantinelle".
Nella pala d'altare che raffigura la Pietà con Santi Sebastiano, Biagio, Margherita e Giacomo Maggiore, prima opera certa risalente al 1513 ed ora al Museum of Fine Arts di Boston, e negli affreschi della chiesa di Santa Maria delle Grazie a Castions di Strada (1534) mostra l'evoluzione del suo stile pittorico, inizialmente legato ai modi di Cima da Conegliano e Giovanni Bellini.
Il suo lungo soggiorno in Friuli, dal 1503 fino alla morte, lo portò a subire l'influenza della pittura quattrocentesca locale, in particolare di Giovanni Martini e di Pellegrino da San Daniele, a sua volta formato allo stile del Giorgione. Anzi, probabilmente collabora con Pellegrino al ciclo di affreschi della Chiesa di Sant'Antonio Abate a San Daniele del Friuli.
Operò soprattutto in Friuli; tra le sue opere vanno ricordati un ciclo di affreschi risalente al 1518 nella cappella della Madonna del Santuario della Beata Vergine delle Grazie di Udine ed alcuni scomparti per il soffitto della chiesa di san Giovanni in Brolo a Gemona del Friuli, ora conservati nel Museo civico della cittadina friulana. Inoltre verso il 1530 dipinse il ciclo di affreschi della Chiesa di Sant'Antonio Abate a Venzone. Tra il 1530 ed il 1534 dipinse Vergine in trono con il Bambino tra i santi Agnese e Antonio abate nella parrocchiale di Carpeneto. Al 1534 risale, invece, il ciclo di affreschi della chiesa di Santa Maria delle Grazie a Castions di Strada, dove il Negro dimostra di aver recepito la lezione del Pordenone.
Come architetto sono da menzionare i progetti per la facciata e il campanile della Chiesa di Santa Maria di Castello ad Udine.